# NGC 6754
NGC 6754 est une galaxie spirale barrée située dans la constellation du Télescope. Sa vitesse par rapport au fond diffus cosmologique est de 3 107 ± 9 km/s, ce qui correspond à une distance de Hubble de 45,8 ± 3,2 Mpc (∼149 millions d'al). NGC 6754 a été découverte par l'astronome britannique John Herschel en 1834.
La classe de luminosité de NGC 6754 est II et elle présente une large raie HI.
À ce jour, une dizaine de mesures non basées sur le décalage vers le rouge (redshift) donnent une distance égale à 42,050 ± 4,064 Mpc (∼137 millions d'al), ce qui est à l'intérieur des valeurs de la distance de Hubble. 

## Supernova
La supernova SN 2005cu a été découverte dans NGC 6754 le 10 juillet 2005 par l'astronome amateur sud africain Berto Monard. Cette supernova était de type II.